# بخش مرماند
بخش مرماند (به فرانسوی: Arrondissement de Marmande) یک بخش در فرانسه است که در لو-ا-گرون واقع شده‌است.